# Yirmibeşoğlu, Yenice
Yirmibeşoğlu là một xã thuộc huyện Yenice, tỉnh Karabük, Thổ Nhĩ Kỳ. Dân số thời điểm năm 2010 là 109 người.